# 자오루쓰
자오루쓰(중국어: 赵露思, 병음: Zhào Lùsī, 한자음: 조로사, 1998년 11월 9일 ~ )는 중국의 배우이다.

## 출연작

### 드라마
- 2018년 후난위성텔레비전 찬석독파극장 《봉수황》 - 마설운 역
- 2018년 텐센트 웹드라마 《맹처식신》 - 류의의 역
- 2018년 텐센트 웹드라마 《오! 나의 황제폐하》 - 낙비비 역
- 2019년 유쿠 웹드라마 《최동청적사》 - 베이얼둬 역
- 2019년 유쿠 웹드라마 《청낭전》 - 예윈상 역
- 2019년 유쿠 웹드라마 《춘화추월 : 천생의 연인》 - 춘화 역
- 2020년 망고 TV 웹드라마 《삼천아살 : 천년의 그리움》 - 담천 역
- 2020년 텐센트 웹드라마 《전문중적진천천》 - 진천천 역
- 2020년 텐센트 웹드라마 《아희환니》 - 고승남 역
- 2021년 텐센트 웹드라마 《장가행》 - 이낙언 역
- 2021년 유쿠 웹드라마 《일부소심렴도애》 - 구안산 역
- 2021년 텐센트 웹드라마 《국자감래료개여제자》 - 상치 역
- 2022년 텐센트 웹드라마 《차시천하》 - 백풍석 역
- 2022년 텐센트 웹드라마 《성한찬란》  - 강소상(정소상) 역
- 2022년 망고 TV 웹드라마 《후통》 - 대추 역
- 2023년 동방 위성 텔레비전 동방극장 《후랑》 - 순터우터우 역
- 2023년 유쿠 웹드라마 《투투장부주》 - 상지 역
- 2024년 유쿠 웹드라마 《주렴옥막》 - 단오 역